# 城市風雲兒
《城市風雲兒》（YAIBA）是日本漫画家青山刚昌的早期成名作之一。在1992年獲得第38届小学馆漫画賞。單行本全24卷，也發行文庫版、新裝版。1993年以《剣勇伝説YAIBA》為名作成動畫。後再動畫化，新作動畫《真·侍伝YAIBA》於2025年4月5日開播。另外也作成同名的遊戲。
以現代日本為舞台，描寫一位想成為天下第一武士的少年鐵劍和因為劍的魔力而成為鬼的少年鬼丸猛彼此之間互相戰鬥的喜劇格鬥漫畫。本作不但有宮本武藏、佐佐木小次郎和柳生十兵衛等實際存在的劍士和劍豪，還有青蛙男和海參男等眾多本作原創角色登場。

## 故事簡介
少年鐵劍跟父親鐵十郎在熱帶叢林中修行劍術，因為被大猩猩追擊而躲進裝香蕉的貨櫃內被運回日本。在機場鐵劍父子與鐵十郎的老友峰雷藏和峰沙也加父女相遇，之後鐵劍住進了峰家道場。
鐵劍跟隨沙也加上學時遇見了劍道高手鬼丸猛，鐵劍用卑鄙手段令鬼丸猛和他決鬥。輸掉決鬥的鬼丸猛偶然發現了藏在家中的風神劍，因為被風神所侵蝕內心而變成了鬼。鬼丸猛利用風神劍打敗了鐵劍。這時峰家老奶奶告訴鐵劍，只有傳說中的雷神劍才能和風神劍抗衡。
鐵劍和沙也加到山中尋找雷神劍，在那裏他們遇到活了400歲的武士宮本武藏。同時鬼丸猛使傳說中的八鬼復活，並命令八鬼搶奪雷神劍。鐵劍打敗了八鬼和被鬼丸猛復活的另一位古代武士佐佐木小次郎，並與八鬼中的青蛙男和海參男以及小次郎成為戰友。
在鐵劍和鬼丸猛的二次對決中，風神劍被折斷，而雷神劍中的雷神珠落入了鬼丸猛手中。鐵劍與武藏等人走遍日本全國去尋找傳說中的龍神珠。鬼丸猛又通過復活古代武士阻止鐵劍。在經歷一系列冒險後，鐵劍獲得了龍神劍，在與鬼丸猛的戰鬥中，月球上的輝夜公主降臨地球，打斷了二人的決鬥。輝夜公主一千年前被龍神封印在龍女的身體裏，需要吸收龍女的後人的青春才能解開封印，而沙也加正是龍女的後人。輝夜公主吸收了沙也加的青春後恢復原型，但被鐵劍和鬼丸猛聯手封印在地球中，沙也加也復原了。
鬼丸猛在經歷了失敗後，企圖利用地底人征服地球。這時鬼丸猛獲得了輝夜公主的手下克己的魔王劍，而鐵劍得到了風神劍和雷神劍融合而成的霸王劍。鐵劍打敗了地底人製造的機器人，並與地底人和解。鬼丸猛又試圖復活傳說中的魔獸八岐大蛇。鐵劍初次被打敗後被地底人所救，而不願地球被毀壞的輝夜公主附身到沙也加身上，協助鐵劍控制了八岐大蛇，鐵劍斬斷了八岐大蛇和鬼丸猛頭上的角，八岐大蛇再次被封印，鬼丸猛也恢復成正常人。
和平時期的鐵劍獲得了日本劍道冠軍。賽後被一位自稱是鐵劍的妹妹的女孩告知，鐵十郎並不是鐵劍的生父，而是他們的殺父仇人。為確認真相，鐵劍帶著鐵十郎的木刀參加了織田信長御前賽，在打敗了柳生十兵衛、沖田總司等高手後，鐵劍再次遇到了拜鐵十郎為師的鬼丸猛。鐵劍打敗鬼丸猛後得知了身世並與家人團聚。

## 登場角色

### 鐵劍一行人
鐵劍（Kurogane Yaiba，小刃）
聲優：高山南〈1993年／2025年版〉（日本）；邱佩轝（臺灣）；沈小蘭（香港）
本作主角。天才劍士，目標是成為天下第一名武士，和父親鐵十郎在叢林裡修練，後來被他帶到日本的峰家居住。想成為傳說武士的夢想一直不中斷，在拔起雷神劍的那刻起陸續經歷了許多的冒險。性格頑皮而且容易自大起來，是個大胃王，喜歡與強力的對手對決。雖然和沙也加同歲，卻長得比她還矮。關於劍術的點子相當豐富，還因此想出許多的必殺技，如旋風劍、風車斬、雷電斬、雷霆萬鈞等招式。體內流有素戔嗚尊的血液，本來是富可敵國的鐵集團公司的繼承人，直到最後才知道自己的身世。
武器是傳說中的雷神劍，後來因為獲得龍神珠變成龍神劍，並與風神劍融合成霸王劍。
得到雷神劍後展開收集龍神珠之旅，暗戀峰沙也加。
修練與自創出的劍招：
1.旋風劍：
　在八鬼篇對戰蛇男之時，鐵劍無意中自創的劍招。以手掌的食指爲軸，塞入無玉的雷神劍劍孔當中，借旋轉的高速度，瞬間殺傷敵人。為初期的劍招，八鬼篇後幾乎再無使用。
2.雷電斬：
　在鬼丸四天王篇，於預備進攻鬼丸城前，鐵劍自我修練出的究極劍招，又稱雷斬。以雷神劍從高空高速曲折劈下。若雷神劍無嵌入雷神珠稱「無玉雷斬」；嵌入雷神珠後，其威力猶如雷擊，其威力曾劈斷過鬼丸猛的風神劍劍刃！
3.風車劍：
　在龍神之玉篇，爲擊敗暗黑珠的守衛可樂介，鐵劍與狼化的十兵衛在對招練劍過程中，無意創出的劍招。即雙手握劍，將劍置於背後，以雙腳夾住，在瞬間爆發，人劍合一，以全身旋轉形式攻擊對手。有單劍風車斬、雙劍風車斬、風雷雙劍風車斬(增加風神珠+雷神珠之力)三種基本、增強、究極的模式。
4.十文字斬：
　於金字塔篇，鐵劍被地底世界派出的岩石戰士擊敗後，於深山無意中自創的劍招，雙手各執雷神劍與風神劍，以雙刀流形式，集中雷神之力和風神之力在雙劍刃上，形成十字狀向敵人砍下，敵人會被切成四段！
5.風神波、6.龍捲斬、7.橫一文字
詳情參考鬼丸一行人。
鐵劍因為雷神和風神附身模式能使出風神波，鐵劍的龍捲斬跟鬼丸的不同(因為鐵劍在龍捲風的裡面，也可以藉由龍捲風的方式移動)，鐵劍在八歧大蛇時跟鬼丸決戰中學會橫一文字,在織田信長御前比賽與沖田總司對戰時第一次使出。
- 峰沙也加（臺譯：「雷莉亞」)（峰さやか-みね さやか）Mine Sayaka（聲優：三石琴乃 → 石見舞菜香〔真·侍傳〕（日本）；陳美貞（臺灣）；陸惠玲（香港））

本作女主角，出身劍道之家，平常是一個普通的中學生，常和鐵劍一起冒險(正確來說是常被他帶出去做一些可怕無理的冒險)，還擔任一行人中的吐槽角色。喜歡鐵劍，卻老是無法坦率地說出來。性格有些粗暴，但對動物很溫柔。
由於是龍宮公主乙姬的後裔而繼承了龍之巫女的血統，所以成為輝夜公主想要回復原型的目標。
- 宮本武藏（みやもと むさし）Miyamoto Musashi（聲優：佐藤正治 → 諏訪部順一〔真·侍傳〕（日本）；沈光平（臺灣））

是江戶時代初期的劍豪・宮本武藏本人。史實上應該死於正保2年5月19日（1645年6月13日），但卻活了下來而成為400歲的老頭。在鐵劍來了以後，不但引導他拔出雷神劍，還成為他的師父。過去無敵的實力隨著老化而衰退，但還是能做出令人難以相信的動作，不過卻老是在做出以後，突然閃到腰。不但會喚醒瘋狂起來的鐵劍，也擔任一行人的智囊。和鐵劍一樣是個大胃王，而且同樣好色。
以前曾是個八頭身的威風武士，現在卻是個二頭身毫無過去風采的老頭，也因為如此讓復活的小次郎和十兵衛在看到本人時都無法立刻注意到本人是誰。
會長壽的原因是因為年輕時遇到穿越時空的鐵劍，得知未來每個女孩都穿迷你裙，為了見證這個未來之慾望所致。
曾是第一屆織田信長御前比賽的優勝者。
- 佐佐木小次郎（ささき こじろう）Sasaki Kojirō（聲優：小杉十郎太 → 井上剛〔真·侍傳〕（日本）；石班瑜（第10-12集）、官志宏（臺灣）; 黎偉明 （香港））

在嚴流島被蜘蛛男復活的武藏宿敵佐佐木小次郎。持有能隨意伸長的妖刀「長竹竿」，在不當作武器時，還能在各種場面幫助大家。認真時是個帥氣的武士，但相當好色。最終集以演員的身份活躍著。
後面為了修練而參加織田信長御前比賽，但被鬼丸所敗。
- 柳生十兵衛光嚴（青文臺譯：「柳生千兵衛」）（やぎゅう じゅうべえ みつよし）Yagyū Jūpee Mitsuyoshi（聲優：土師孝也（日本）；官志宏（臺灣））

為劍豪柳生十兵衛的靈魂寄身在狼身上而復活，過去是武藏的弟子。原是鬼丸猛派出奪取鐵劍雷神劍的七大刺客之一，鬼丸以狼為媒介而召喚出來。小時候因為練習而失去一隻眼，因此不停鍛鍊而得到心眼使得自己毫無死角。使用柳生新陰流，被描寫一名樸實剛毅的武士。但被武藏說是一個「會很快切腹的傢伙」，實際上有好幾次受到打擊時就要切腹而造成大家困擾，本人自己聲明不能喝酒。在喝醉後會變成狼人而成為「流浪的狼人」的姿態、還會因此大鬧起來，而且還記得鬼丸交代的命令。這時十兵衛的劍術會相當恐怖、也因為粗暴的性格、使得自己變得難以應付。
後面為了使柳生新陰流重振名聲而參與織田信長御前比賽，但遭鐵劍所敗。
- 鐵劍十郎（くろがね けんじゅうろう）Kurogane Kenjūrō（青文社：「鐵十郎」)（聲優：島田敏 → 小西克幸〔真·侍傳〕（日本）；石班瑜(台灣)）

鐵劍之父。和沙也加的父親互為對手，也有相當的劍術實力。和鐵劍一起回到日本由於天生的流浪癖而離開。雖然看起來是個不修篇幅，愛喝酒且喜歡調戲女人的傢伙，但在原作中常會不經意的出現，作為化解場面的關鍵人物並且常給鐵劍許多建言。在織田信長御前比賽中擔任鐵劍對手及鬼丸猛的師父。實際上本人是鐵集團公司的領導人，但因為性格奔放喜歡自由，所以也是造成鐵家離散的元兇，是個令人困擾的大叔，曾騙鐵劍說他的母親被獅子吃掉。另外在動畫版只在第一集登場。
- 影虎（聲優：江川央生 → 千葉一伸〔真·侍傳〕（日本）；沈光平（臺灣））

在叢林想吃掉鐵劍，反而被他打敗的老虎。故事一開始就一起和鐵劍被送到日本去，以後成為鐵劍的朋友和座騎。名字由來是來自於上杉謙信的初名「長尾景虎」。
- 庄之助（庄之助-しょうのすけ）Shōnosuke（臺譯：「阿芝」、「禿鷹」)（聲優：堀川亮 → 越後屋浩介〔真·侍傳〕（日本））

在叢林和鐵劍在一起的禿鷹。原本留在叢林中，後來飛到日本和鐵劍在一起。與影虎一樣都是鐵劍的同伴和座騎，主要以空中活動的角色活躍著。由於在本作中常不停飛著，所以成為裡面有著最強體力的角色。
- 青蛙男（聲優：田中一成 → 大西健晴〔真·侍傳〕（日本）；沈光平（臺灣））

本名「三杯蛙」(GERO田GERO左衛門)，原本是鬼丸的部下，以八鬼之一的刺客身份偷襲鐵劍、但後來和武藏一起阻止了拔起劍而「雷神」化的鐵劍，而成為他們的同伴。語尾帶有「呱呱」，在賭賽馬時中過五千萬，所以似乎也有很強的賭運和料理也很棒。最終集和海參男、蜘蛛男一起回復成原來的動物模樣。
- 海參男（國語配音第14集以前錯譯為「黑蟲男」）（聲優：柏倉つとむ → 市之瀨加那〔真·侍傳〕（日本）；沈光平（臺灣）

八鬼之一。出身於伊豆，在打算回故鄉時迷了路被鐵劍撿到而成為他們的同伴。經常待在沙也加的肩上。遺憾的是無法參加每次戰鬥，所以會利用體型迷你，使敵人無法注意到而行動。在取得龍神珠的考驗中，還以自己的體型穿過細縫撿回｢生命火把｣。最終集和青蛙男、蜘蛛男一起回復成原來的動物模樣。語尾帶有「茲拉」。
- 鐵諸羽（くろがね もろは）Kurogane Moroha

鐵劍的妹妹。由於被母親告訴說劍十郎是仇人，為了打倒他而不斷鍛練劍術。和鐵劍有同樣的劍術習慣，因此成為鐵劍注意到本人是妹妹的原因。在織田信長御前比賽時和鐵劍一起行動。
初登場在漫畫末期，所以未出現在動畫版中。
- 鐵美智子

劍十郎之妻，鐵劍和諸羽的母親。由於劍十郎離家流浪的關係，所以獨立撫養諸羽讓，並盡力維持鐵集團公司。因受到劍十郎的背叛，因此用劍十郎之名欺騙女兒諸羽，使她將父親認定為仇人，劇情因而湧生波瀾。御前比賽決賽後和劍十郎再會，而讓家族再次相聚，但後來劍十郎還是決定和鐵劍一起離家。
舊名是椿 美智子，在中學一年級時參加劍道比賽並打敗服部平次的母親池波靜華奪得冠軍。
和諸羽同様，初登場在漫畫末期，所以未出現在動畫版中。

### 鬼丸一行人
- 鬼丸猛（おにまる たけし）Onimaru Takeshi（聲優：堀川亮 → 細谷佳正〔真·侍傳〕（日本）；官志宏（台灣）; 何國星 （香港））

鐵劍的對手。性格認真，所以和個性散漫的鐵劍反目、由於強烈想要打倒鐵劍的慾望、被風神劍吞噬而成為鬼、企圖征服世界。八鬼軍和黒鬼們是鬼丸的部下。最初武器是風神劍，之後使用魔王劍。
由於被鐵劍斬掉角、而回復成人。初次遇到鐵劍時，把他當作小鬼一個、但鬼丸被打敗，而希望向鐵劍的父親學習劍術、而增進了自己的實力。最終集在織田信長御前比賽中，捨棄過去的仇恨，正式承認鐵劍為對手。另外還養了鴿子當寵物。
修練與自創出的劍招：
1.風神波：
　鬼丸猛一開始得到風神劍時，首創的劍招。將自身的能力聚集到風神劍，再加上風神劍自身的威力，產生直線行的風波，攻擊對手，破壞力甚強。
2.龍卷斬：
　鬼丸猛於龍神之玉篇，經修練自創的劍招。以風神劍高速鑄造無數風神波，最終形成龍卷風的氣旋，再以壓倒性的氣旋威力攻擊對手，其超強的破壞力曾貫穿整個富士山的山體！
3.魔王三日月劍、半月劍、滿月劍：
　鬼丸猛用魔王劍本身使出由基本、增強、爆強的三種內定劍法。其中因鬼丸猛為邪惡的鬼化身，所以使出的魔王劍的劍法，是其他使用者的數倍威力。
4.橫一文字斬：
　鬼丸猛於八歧大蛇篇，用魔王劍使出的劍招。手握劍柄，在極短的時間內完成拔劍、攻擊、收鞘，攻擊快速、簡潔、犀利，像“一”字一樣，沒有無用的動作。
- 蜘蛛男（聲優：坂口哲夫 → 阪口周平（日本）；石班瑜（第7集、第9集）、沈光平（臺灣））

八鬼之一，第三個刺殺鐵劍等人的刺客。屢次利用鐵劍好吃的性格而設下美味食物的陷阱來抓他，但因為害怕噪音，所以被鐵劍攻擊這個弱點而被擊敗，結果老是被鬼丸猛處罰吊在鬼丸城上面。之後數次以特異造型出現。但為什麼鬼丸猛這麼信任蜘蛛男則不明。講一口關西腔。最後變回普通的蜘蛛，但因為咒術的影響，所以活得比一般蜘蛛還長命。

### 八鬼篇
- 蛙男

詳情參考鐵劍一行人。
- 蛇男（聲優：山口健、篠原惠美（變成女人時） → 中務貴幸〔真·侍傳〕（日本）；沈光平、李宛鳳(台灣)）

本名「滑溜溜湯瑪士三世」(臺譯：龜殼花蛇羹三世)，第二個刺殺鐵劍的刺客、為八鬼之一。裝備有強力的蛇神之矛讓鐵劍陷入困境，但因此讓鐵劍開發新必殺技「旋風劍」而一刀兩斷，變回普通的蛇被鐵劍放生。
- 蜘蛛男

詳情參考鬼丸一行人。
- 蛞蝓男（蝸牛男）（臺譯：潤滑精；國語配音錯譯為「蟾蜍男」）（聲優：柏倉つとむ → 高橋伸也〔真·侍傳〕（日本）；石班瑜(台灣)）

八鬼之一。由於是蛞蝓的身體，所以沒有牙齒、被鐵劍從上空灑下大量的鹽而讓自己身體因此縮小。後來找到殼以後，以「蝸牛男」身份向鐵劍再次挑戰、但又因為鹽的關係而縮小。本來要被鐵劍致命一擊，最後自己向鐵劍們道歉認錯、不再做壞事(似乎自己改過自新)，而被鐵劍們放走。動畫中，語尾帶有「耶咿」。
- 海星男（聲優：高木涉 → 中村源太〔真·侍傳〕（日本）；石班瑜(台灣)）

八鬼之一，出身熊本出身的男性海星。實力在八鬼中排第二。後來和雌母海星米波莉結婚並且經營餐廳。兒子取名為「晃一」。講著一口熊本腔。在阿蘇火山中他曾經運用自己全身來高速旋轉幫助鐵劍們拿到火珠，但自己本身被岩漿燒到虛弱時被鐵劍的水珠救活，跟鐵劍們道別而回故鄉。
- 螳螂男（聲優：中尾みち雄（日本）；官志宏(台灣)）

八鬼之一，出身名古屋。和海參男・海星男一起對付鐵劍，但在經歷數次失敗後、由於感到寂寞而回到故鄉。講著一口名古屋腔。
- 海參男

詳情參考鐵劍一行人。
- 蝙蝠男（臺譯：「德古拉」）（聲優：掛川裕彦 → 興津和幸〔真·侍傳〕（日本）；石班瑜(台灣)）

八鬼中最強者。講話時會帶著英文。很尊敬宮本武蔵。弱點是陽光。被鐵劍一度以「旋風劍」擊敗，被蜘蛛男以最強版本的身份復活並且擔任對付鐵劍進來的先鋒、後來被鐵劍以「雷電斬」而擊敗。被蝙蝠男吸血的人、不知道為何會變成狼人。有兩次被鐵劍擊敗而變回普通蝙蝠兩次。
解除方法：被蝙蝠男吸血的而變成狼人的人咬蝙蝠男就可以恢復原狀。
- 歐林克（國語配音譯為「奧尼克」）（聲優：銀河萬丈（日本）；官志宏(台灣)）

專門賺獎金的賞金獵人。拿著鬼丸猛對鐵劍下的懸賞通緝令，跟著蜘蛛男一起襲擊鐵劍。武器為一雙大手套，可發出波動般的攻擊，最後被鐵劍的「雷電斬」擊敗，逃之夭夭。

### 鬼丸四天王篇
- 提灯鮟鱇（臺譯：「燈籠安克的烤雞」）（聲優：立木文彦（日本）；沈光平(台灣)）

住在鬼丸城地底湖內的巨大提灯鮟鱇。雖然臉長得很兇惡，但講話卻相當清爽，體內的胃液可將獵物給消化掉，在陷入苦戰時還用勉強的兇惡關西腔來恐嚇鐵劍他們，但可以將周圍的水給吸進體內之後就噴出水的攻擊方式，但是有人拿本人的燈籠就會讓自己憤怒積極得搶回來。由於水中無法用雷電斬，所以被鐵劍引到水面上而使出雷電斬擊敗而變回普通鮟鱇魚。
- 變色龍・拿破崙（聲優：田中和実（日本）；沈光嘉(台灣)）

住在鬼丸城中神秘森林的變色龍。以保護色來隱形並且趁機偷襲鐵劍等人，還會變身並且變成鐵劍企圖擾亂大家，但由於答對沙也加的算術問題（真正的鐵劍不會算術）而被識破，企圖逃進森林裡隱形時被小次郎的長竹竿封住了行動遭鐵劍擊敗而變回普通變色龍。名字由來來自於「拿破崙」。
動畫版中變成沙也加，於是海參男要求兩人「親吻鐵劍」而被識破（真正的沙也加不會親鐵劍。所以一個人是親了鐵劍，一個人則是直接揍了鐵劍，因此被武藏看破）。
- 大猩猩（臺譯：「超級猩猩」）（聲優：玄田哲章（日本）；沈光平(台灣)）

和海參男一樣大的小猩猩。實際上卻是擁有巨大的怪力而讓鐵劍等人陷入苦戰，結果因為小次郎的策略（背叛?）被打倒而回復成原來的大猩猩樣子。但也因為回復原貌，所以以巨大的體形而伴隨著怪力而瘋狂起來，結果因為看到從森林拿出來的香蕉，而想到叢林生活，於是破壞鬼丸城牆而回去。
- 機械烏龜

蜘蛛男所操縱的烏龜型機器人。蜘蛛男說它擁有500萬馬力。能變身成各式各樣的模樣（能夠伸出螺旋槳在空中飛行、能夠發射許多小烏龜炸彈、能從殼中伸出八隻巨大的腳變身成蜘蛛型態、讓蜘蛛男稱呼為蜘蛛Z）。名字由來來自於跑車「Lotus Europa」。

### 龍神之玉篇
- 金棒博士（聲優：江川央生（日本）、沈光平（臺灣））

做為鬼丸猛的軍師來為他工作的博士。有優秀的兵器開發能力，不過似乎只把鬼丸猛當作金主而已。修好被鐵劍斬斷的風神劍，和輝夜公主對決時作出飛行性潛水艇和「風雷砲」，但在決戰後和鬼丸分開並且沒有出現在故事中。
- 三好清海入道（みよし せいか いにゅうどう）Miyoshi Seika Inyūdō（聲優：稲葉實）

鬼丸猛派出奪取鐵劍雷神劍的七大刺客之一，真田十勇士之一人。鬼丸以章魚為媒介而召喚出來。出現在琵琶湖中，被鐵劍以雷電斬擊敗。
- 風魔小太郎（ふうま こたろう）Fūma Kotarō（聲優：大塚芳忠）

鬼丸猛派出奪取鐵劍雷神劍的七大刺客之一，風魔忍者群第五代頭目。鬼丸以鷹為媒介而召喚出來。擅於風魔忍法，但被鐵劍擊敗。再次登場時本來請石川五右衛門來幫忙，後來遭石田六右衛門（石川五右衛門）背叛而打敗。另外因為自己長得高，所以當被鐵劍吐槽說怎麼用「小」太郎這個名字還勃然大怒。
- 天草四郎時貞（あまくさ しろうときさだ）Amakusa Shirōkisada（臺譯：「天野三郎」)（聲優：關俊彦）

鬼丸猛派出奪取鐵劍雷神劍的七大刺客之一，「島原之亂」的首謀者，性格比較對神明有所信仰。鬼丸以狐狸為媒介而召喚出來。曾經召喚出不少日本神明向祂們問神珠下落都沒有結果，和鐵劍進行變身術對決。最後企圖封住鐵劍的行動變身成巨狐來吃掉鐵劍，被鐵劍第一次用火炎珠而打敗。
- 石川五右衛門（石田六右衛門）（いしかわ ごえもん）Ishikawa Goemon（臺譯：「石阪大衛門」)（聲優：飯塚昭三）

鬼丸猛派出奪取鐵劍雷神劍的七大刺客之一，一名大盜，性格比較愛護動物。鬼丸以熊為媒介而召喚出來。為大阪鬼丸城城主。從武藏那邊奪到龍神珠的地圖，之後率領黑鬼等著鐵劍到來，被鐵劍利用本人的巨大手裏劍以火炎攻擊打敗。
- 河童吉（臺譯：「阿吉」、「可樂吉」)（聲優：山口勝平）

住在黑暗珠的河童。會和被吸到珠裡面的人遊玩而直到他們死去，由於被鐵劍的夢想感動，於是告訴鐵劍如何脫出黑暗珠，最後自己也從珠子裡面脫出。但之後被蜘蛛男抓起來，擔任鬼丸城的雜工。後來遇見想要取得龍神珠而潛入鬼丸城的鐵劍們並且幫助他們到達作為入口的富士噴火口。
- 河童介（臺譯：「阿大」、「可樂介」)（聲優：笹岡繁藏）

住在黑暗珠的巨大河童。守護著黑暗瀑布，想逃出珠子就要打倒本人。後來被鐵劍想出新必殺技｢風車｣打到本人頭上的盤子而敗北。之後、由於河童吉逃出去、也因為接下來松尾被珠子給吸進來，讓本人把松尾當作新夥伴而追著他跑。雖然是河童但會噴火球。
- 武藏坊辨慶（むさし ぼうべんけい）Musashi Bōbenkei（臺譯：「牛慶」、「辨慶」)（聲優：郷里大輔）

鬼丸猛派出奪取鐵劍雷神劍的七大刺客之一，鬼丸以牛為媒介而召喚出來。做著像是當初成為源義經家臣故事的事情、實力很強，但腦袋很差。和鐵劍以鐵球棒vs鐵劍新陰流風車進行決戰，被鐵劍三振出局而惱羞成怒。最後被鐵劍第一次用冰霜珠而冰凍起來，再被武藏的攻擊而崩壞。模樣和大阪近鐵猛牛的隊徽很相似（?）。
- 松尾芭蕉（まつお ばしょう）Matsuo Bashō（臺譯：「甫子候」)（聲優：青野武）

鬼丸猛派出奪取鐵劍雷神劍的七大刺客之一，江戶初期緋句詩聖兼伊賀忍者。鬼丸以猴子為媒介而召喚出來。雖然主人是鬼丸猛，但還是有打倒他來征服天下的野心。和鐵劍對決時，被黑暗珠吸入珠子裡。有著恐怖的體力而且擅於使用石化吹箭和鐮刀，除了海參男外，所有人都被本人變成石像。
- 龍神（聲優：石井康嗣（日本）、官志宏（臺灣））

過去在平安時代、由於征服日本輝夜公主要求，而前往尋找龍神珠的武士。（另外還有其他人前去尋找寶物、但只有本人回來而已）由於龍神珠的力量而擊敗輝夜公主。千年後給予鐵劍龍神珠。在鐵劍和輝夜公主對決時，在背後幫助鐵劍再次擊敗她。之後在鬼丸猛企圖復活八歧大蛇時，再次出現拯救陷入困境的鐵劍，但自己則和闇之鬼神達克一起從這個世上消滅掉。

### 輝夜公主篇
輝夜公主（臺譯：「燭光公主」、「香姬公主」)（聲優：深見梨加（日本）、陳美貞（臺灣）、黃麗芳（香港））
月球女帝，是龍神的對手。在地球看不到的月球背面有一個據點。1000年前的平安時代為了侵略地球而來到日本，但被初代龍神撃退。那時由於寄身在地球女子身上（她是龍神的巫女）被斬斷了耳朵，於是被封印在女子身上而不能使用原本的力量。另外有著24小時內不能吸收女子的精力就會衰老而死的弱點。因此需要長時間的凍眠，由於鐵劍成為二代龍神而覺醒，並且率領軍隊進攻地球。後來發現沙也加是龍神巫女的後代而且是本人回復原貌的關鍵。雖然一開始是穿成性感兔女郎裝扮的美女（恐怕就是原龍神巫女的打扮）但真面目卻是一隻黑身的巨大怪物，有著能夠壓制魔王劍在半月以上狀態的破壞力的強大力量（但自己並不在意這個恐怖的模樣）。最後跟自己的所有手下和地球合體企圖使日本沉沒，但被鐵劍使用龍神珠的力量全力一擊而被封印在地球上。原作鋪陳為在鐵劍和鬼丸猛對決時喚醒了龍神，因此輝夜公主同時復活，接著附身在沙也加身上。輝夜公主為了打倒鬼丸守護地球，於是和鐵劍暫時合作。之後回復人類的模樣。有一段時間因為和沙也加合體，所以不需要吸取女孩子的精氣。動畫版中則是輝夜公主篇為最終篇，因此本人也成為作品裡的最後魔王。
月影（臺譯：玉兔）（聲優：中村大樹（日本）、官志宏（臺灣））
為輝夜公主工作的首席將軍。是克己的哥哥。對輝夜公主是絕對的忠誠，受到她大大的信賴。
月光（臺譯：克己）（聲優：矢尾一樹（日本）、官志宏（臺灣））
月影之弟。和表現冷靜的哥哥相比，性格相對粗暴和反叛，手腕上有召喚出麻糬怪的配備。有過和初代龍神戰鬥的經驗。曾提出如果自己打倒鐵劍及搶到沙也加「就能分到半塊日本的要求」（かぐやはまるごとくれてやると言い返す），被輝夜公主回應說「整個日本都送給你」而感到高興。過去曾因為造反而被關起來，在侵略地球時被輝夜公主要求把本人當作是刺客來對付鐵劍。之後事情辦成了打消了最初得到日本的要求，反而請求輝夜公主「把魔王劍送給我」的要求使她無奈答應。是魔王劍的最初擁有者（之後被鬼丸奪去）。獨眼盲（被初代龍神所弄），但後來因為魔王劍的力量而回復。動畫版加插了因經常被人和哥哥比較，而和月影不和，最終集和哥哥和解的劇情。
滿月（臺譯：曼肯）（聲優：中嶋聰彥、沈光平（臺灣））
為輝夜公主工作的五將軍之一。提出水淹東京的方法。曾被月影警告說不能輕敵，他曾經和螃蟹及瓦斯廠合體過使鐵劍陷入苦戰，但被鐵劍擊退而失敗並且遭到輝夜公主親自處決。
三日月（臺譯：米卡茲基）（聲優：風間信彦）
為輝夜公主工作的五將軍之一。和鯊魚合體來攻擊鐵劍、但因為耳朵被鐵劍砍掉而無法分離永遠當變種海洋生物一輩子。
新月（臺譯：辛克茲）（聲優：松丸卓也）
為輝夜公主工作的五將軍之一。和巨大烏賊合體來攻擊鐵劍，但因為耳朵被鐵劍砍掉而無法分離永遠當變種海洋生物一輩子。
半月（臺譯：漢克茲）（聲優：松尾銀三（日本）、沈光平（臺灣））
為輝夜公主工作的五將軍之一。和十兵衛合體來攻擊鐵劍，但之後被灌醉，於是在十兵衛心內被變成狼人的十兵衛追殺而與他分離，並且就這樣被抓起來，結局不明。動畫版則被月光消滅。

### 金字塔篇
這一篇並未改編成動畫、之後被改編成Game Boy版本。但由於是初期Game Boy，所以做得相當簡單。
岩石戰士
外型是岩石造型，地底人派遣至峰家狙殺鐵劍的下級戰士，身體極為堅硬，擁有能操縱岩石的能力，武器為用岩石聚集而成的石斧。
鐵劍因無法斬裂其身軀，與其首戰慘遭敗北，留下鐵劍性命原因是自認為「對手太弱」，其後回去覆命，卻遭地底人首領訓斥違反命令，被迫再次二度前往峰家，最後卻被鐵劍在期間於深山修行，以雙手手持雷神劍、風神劍的二刀流劍法:「十文字斬」擊敗之。
最後欲以自爆形式與鐵劍同歸於盡時，卻遭綠寶石（台譯：「蘭娜」）解救鐵劍，並與之粉碎之。
Game Boy版為第1章的頭目。
綠寶石（台譯：「蘭娜」)
突然出現在鐵劍的謎之少女並且失去了自己的記憶。但真面目卻是地底人所做的仿生人之一，也是「防御」的戰士。擁有回復能力和防護罩的技能。之後到達金字塔最上層而回復記憶，並且與其他人造人合體偷襲鐵劍。但受到霸王劍的攻擊而被解除合體(四人當中防禦最強)並且造成記憶混亂，而再次幫助鐵劍，最終為了保護鐵劍破壞了日本沈沒装置的防護系統，被系統攻擊而消逝。和其他四個人的區別是戴著髮夾。
Game Boy版時一開始是我方的協助者，之後以敵人身分為第7章的第4位頭目，與原作不同可以直接打敗她。
杉木花粉戰士
外型是杉木造型，金字塔中第一層的戰士，六刀流劍式、可從頭部樹枝拔出六支利劍、頭頂的樹叢針葉(有讓人致命的劇毒)可作暗器發射、身體構造硬、根部可當觸手。必殺能力是散播身上的花粉：致使敵人因吸入花粉產生不斷打噴嚏而無法集中精神現象。他只要報出自己的名字時被打斷或被鐵劍誤稱為「杉木男」。
最後鐵劍則以頭套沙也加的泳衣、泳褲，充當口套的「假面」模式，成功使出十文字斬，順利擊敗之。
Game Boy版為第2章的頭目。
雪人戰士
外型是雪人造型，金字塔中第二層的戰士，平常頭部面貌呈現可愛形象，真實面貌則較為兇狠形象，此外頭部可與身體分離，進行投擊。
本身實力不強，基本攻擊是用腳上的冰刀攻擊，招式名為「雪人超強旋風轉」。必殺是利用旗下小雪人手下，圍繞敵人四周，以可愛面貌降低敵人防備心，再以唱兒歌模式，當歌聲結束之時，會產生冰封敵人的現象結果，若踢倒其中一名小雪人，則可破除此招威脅。
當鐵劍被冰封，原先欲以沙也加親吻鐵劍方式破除，最後卻因不小心跌坐到鐵劍的頭部，鐵劍因看到沙也加內褲，身體產生興奮熱度，成功融化冰封狀態，並使出十文字斬成功擊敗之。
Game Boy版為第3章的頭目。
螞蟻戰士
外型是螞蟻造型，金字塔中第三層的戰士，武鬥家，可舉起比其身體重數倍的物品進行攻擊。
不過因身軀過於微小，導致鐵劍等人主動忽掠跳過之。
Game Boy版為第4章的頭目。
葡萄戰士
外型是葡萄造型，金字塔中第四層的戰士，與螞蟻戰士一同修行的武鬥家，雙手備有鋼爪。
其踢技名為「葡萄霹靂腿」；另外可從身上發出氣功砲攻擊敵人，名為「巨鋒彈」，當取下脖子上的數顆葡萄或雙手上的鋼爪之後，其攻擊速度會倍增。
最後因在發出巨鋒彈，被鐵劍以全身衝撞其手臂，導製自己反之被彈出金字塔外摔下，慘遭敗北。
Game Boy版為第5章的頭目。
蘑菇戰士
外型是蘑菇造型，金字塔中第五層的戰士，武器使用一把長刀，會使用風神劍與雷神劍的相關招式(其創造者所授)。
其所屬樓層的蘑菇，若在誤食之下，精神則會被控制，主動聽命於蘑菇戰士，若擊敗則可解除被控制的精神狀態。
因沙也加誤食蘑菇被控制，強取雷神劍給蘑菇戰士，鐵劍最後則以抓取蘑菇戰士握雷神劍的手腕，在加上手中的風神劍，用「逆向」的十文字斬擊敗之。
Game Boy版為第6章的頭目。
紅寶石（台譯：「莉娜」)
金字塔最上層前，第六層等待鐵劍到來的三名戰士之一、「力」之戰士。一根手指就能擋住鐵劍的攻擊，還能夠加以彈飛出去。
自己使用像是斧頭的武器。後來鐵劍設計她們互砍，加以擊敗。
Game Boy版為第7章的第1位頭目。
藍寶石（台譯：「安娜」)
金字塔最上層前，第六層等待鐵劍到來的三名戰士之一、「技」之戰士。擁有看一次就能模彷別人技能的能力。
使用和紅寶石一樣的武器，接著在戰鬥時變出和雷神劍一樣的武器並且使出「雷電斬」和「風車斬」而讓鐵劍陷入苦戰。後來鐵劍設計她們互砍，加以擊敗。留著雙馬尾。
Game Boy版為第7章的第2位頭目。
鑽石（台譯：「夢娜」)
金字塔最上層前，第六層等待鐵劍到來的三名戰士之一、「頭腦」之戰士。能夠分悉戰鬥狀況和敵人的資料，並且能夠給予其他兩人預測對方攻擊的能力。
自己使用像是鐮刀與苦無的武器。最後鐵劍以讓雷神、風神附身模式加以擊敗(因無法進行判讀)。頭上戴著髮箍。
Game Boy版為第7章的第3位頭目。
珠寶（台譯：「魔姬」)
金字塔第六層鑽石、紅寶石、藍寶石、綠寶石四個人合體起來所形成的最強戰士，此時的皮膚也呈現褐色。擁有力、技、頭腦、防御全部的能力，但被鐵劍以雷神劍和風神劍融合後的霸王劍擊敗之。
Game Boy版為第7章的第5位頭目。

### 地底世界篇
蜈蚣戰士
鎮守在地底世界王宮前持多劍的戰士，被鐵劍攻進王宮期間瞬間秒殺。
Game Boy版為第8章的頭目。
金（台譯：「金戰士」）
在地底世界登場的戰士。黒色肌膚並且有著巨大身體、像是獨眼巨人的怪物。使用巨大的單手劍(有高熱效果)而且因為是試作階段，所以腦袋像小孩子一樣、但不喜歡講話。全部的攻擊都很纏人（打撃和斬撃）另外還有反彈對方攻擊的特殊身體。另外身體能夠伸長，也能從眼睛發出念力來奪走對方的行動力。最後由於鬼丸的魔王劍的邪惡力量而暴走起來，被鬼丸下命令破壞地底世界，曾企圖把支撐地底世界的大地之火給大爆炸，於是遭到鐵劍貫穿破壞而葬送在地底世界。
Game Boy版為第9章的第2位頭目。
銀（台譯：「銀戰士」）
在地底世界和金一起登場的戰士。外表和能力與金一樣，眼睛是他的弱點。和金不一樣的是，能夠使用電擊，而讓鐵劍陷入苦戰。還使用從嘴中取出的鐵球來當武器。最後由於和金內鬥，被金砍成兩半而遭破壞。
Game Boy版為第9章的第1位頭目。
首領
地底人世界的首領。平常待在地底王宮，有瀑布於前的王座當中，額頭上多有一眼(三眼人)。當初因為想要毀滅人類而與鐵劍敵對，後來因鐵劍擊敗魔化後的金，解救地底世界，故後來因而幫助和八歧大蛇戰鬥的鐵劍。擁有治癒的能力救回被瀕死的鐵劍。

### 八歧大蛇篇
雷茵
鬼丸四鬼神當中的水之鬼神。使用水魔之太刀。能夠操縱水。為鬼丸派出刺殺鐵劍的刺客，於學校變成少女來接近鐵劍。由於鐵劍在學校沒有攜帶霸王劍，使其陷入苦戰當中，最後被鐵劍取得霸王劍後斬殺之。名字由來是雨。
巴那（台譯：「巴南」）
鬼丸四鬼神當中的火燄之鬼神。使用炎魔之太刀。能夠操縱火並且擁有能放出強力火燄的盾牌。為鬼丸派出刺殺鐵劍的刺客，火炎強度足以蒸發水的攻擊。不過因為自身口風很鬆、把封印八岐大蛇的事情說了出來，最後被偽裝成黑鬼的黑暗鬼神:達古所殺。
達古（台譯：「達克」）
鬼丸四鬼神當中的黑暗之鬼神。能操縱黑暗。使用「黑暗領域」技巧使鐵劍們陷入苦戰。絕招名為「死亡領域」(台譯是「三角洲地帶」)，以變出「黑暗三角鐵」步驟來最後出招。最後被龍神一起拖入死亡領域而一起消失。
普拉茲瑪（台譯：「普拉斯」）
鬼丸四鬼神當中的光之鬼神。能操縱光並且還可以使人見到海市蜃樓。偽裝成佐佐木小次郎偷襲鐵劍，由於是光的化身，所以沒有形體、因此能吸收鐵劍叫出的雷雲所打下的雷光，使得他的威力上升。最後被鐵劍、武藏、小次郎、十兵衛聯合用劍刃反射普拉茲瑪的光束攻擊而敗北，死前以自爆模式解開八岐大蛇的最後封印之劍。
八岐大蛇（台譯：「八頭怪蟒」）
被鬼丸復活的傳説魔物。過去被素戔嗚尊用霸王劍擊敗之，並用八把封印之劍封印在日本大地之中、由於吸收人間的邪惡之氣而巨大化、還將從歐亞大陸到日本列島等地方給大蛇化。復活後，讓日本島變成一個龍頭、在戰鬥途中回復成原來八條頭的樣貌。後來被鐵劍以霸王劍斬掉牠的角而再次封印起來。
素戔嗚尊（台譯：「斯沙諾」）
天照大神之弟，過去用霸王劍擊敗並封印八岐大蛇。八岐大蛇再次復活後，他的魂魄現身給予持有霸王劍的鐵劍指點。

### 織田信長御前比賽篇
過去是為了歌頌織田信長，而從三百五十年前開始舉辦的劍術比賽。十二年一次，雖美其名為比賽，但因為有大量的賭金而形成殺戮戰場。在德川幕府時曾暫時中斷，但到了現在則成為各地富翁們的賭博和觀賞競技的大賽並且因為有一百兆的賭金而吸引來自各地的鬥士們前來參與。比賽地點是人工島甲冑島，為了避免被發現，平常不但用人工霧遮蓋四周還會沉入在海底。最後的決賽場地則是信長的臨終之地本能寺，裡面也放有他的盔甲。
布列戴利克・盧梭III世（黑色男爵）
認為「勝利就是正義」的騎士，性格卑劣。愛馬名為貝卡薩斯。使用軍刀。
哥茲瑪
白銀集團送去參加比賽的戰士。被改造成超強化人類、由於沒有痛覺的關係、所以不怕對方攻擊。必殺技是「尼加拉瓜衝擊」。在參賽中賭上白銀集團公司的一半資產。
白金額藏
白金集團總裁，為了贏得這次的比賽而將公司的全部資產賭在哥茲瑪和沖田身上。
沖田總司（おきた そうし）（ 六世 ）Okita Sōshi
新撰組天才剣士、沖田總司的第六代傳人。持有名刀菊一文字、擁有比沖田總司本人（新撰組一番隊組長）的三段突刺更多的五段突刺（分別是眉間、喉嚨、胸、兩肩五個地方）的必殺技、也有在練習時偶然用反手拿劍打敗對手的招式（由於本人未取名，故是無名﹞。為了不要被強迫練習而參賽，在準決賽中和鐵劍比賽，但被鐵劍使出的「鬥劍」所攪亂而放棄比賽。有著天才的實力、有一看對手的招式就學會的學習能力(學會橫一文字)、但因為對於自己的實力沒有感覺、所以對劍術也沒什麼熱情、但在和鐵劍戰鬥過後而改變想法，還賭上白銀集團公司的一半資產。
於《名偵探柯南》中客串登場

### 其他角色
峰雷藏（みね らいぞう）Mine Raizō- 声優：石塚運昇、玄田哲章（OVA） → 宮內敦士〔真·侍傳〕（日本）；沈光平（臺灣）
沙也加之父、經營劍術道場，是東京巨人隊球迷。視劍十郎為對手。
峰静香（みね しずか）Mine Shizuka- 声優：寺瀬今日子 → 佐藤利奈〔真·侍傳〕（日本）；李宛鳳（臺灣）
沙也加之母。
峰富士- 声優：鈴木れい子 → 齊藤貴美子〔真·侍傳〕（日本）；李宛鳳（臺灣）
沙也加的祖母，被叫作「老奶奶」，過去對武藏充滿景仰，但在看到武藏的現況後而大受打擊。
大和撫子（やまと なでしこ）Yamoto Nadeshiko
6年前、在叢林被猛獸攻擊而遭鐵劍所救並因此愛上鐵劍的少女。那時就一直相信著和鐵劍「只要變強我就接受妳」的約定、後來出現在峰道場要來踢館並且和沙也加對決、不過之後能了解是鐵劍搞錯了約定。結果輸給了沙也加、雖然很傷心但並不想要放棄鐵劍，還做了 「下次要得更強再回來」的約定。人如其名、不僅讓武藏和小次郎愛上她，還讓對女人沒興趣的十兵衛也愛上了她。曾被鐵劍誤思想說「賣蕎麥麵的男孩」。
須堂老師（すどう-）Mr.Sudō- 声優：佐藤正治（日本）；沈光平（臺灣）
沙也加和鬼丸猛所上中学的劍道老師。
神明
住在天上的一級偉大人物。很討厭無聊，所以也是個說出「要讓銀河系的全部行星撞在一起引發宇宙大戰」的危險人物。為了不無聊而舉辦世界級大賽「萬國嘟嘟賽車大獎賽」，最後由海參男獲勝。在本篇故事未登場，只出現在番外篇。
天使
戴著太陽眼鏡、留著捲毛頭的天使。在比賽中擔任播報員、也負責在起點和終點鳴槍、還會用立可拍拍照、來決定優勝者。和神相比、感覺更正經。
青山剛昌（あおやま ごうしょう）Aoyama Gōshō
本漫畫的作者。因為金錢的誘惑而參賽。但因惡用作者的特權等卑劣手段（首先用橡皮擦擦掉領先的沙也加、之後又把她畫到第二名）企圖奪得優勝，激怒了神而受到天罰。

### 神珠
雷神珠
雷神劍劍柄處的神珠，是雷神劍的動力源，能召來電閃雷鳴攻擊。
風神珠
風神劍劍柄處的神珠，是風神劍的動力源，能召來狂風攻擊。
水神珠
龍神七珠之一，在幻神島下方的琵琶湖裡，能任意操縱水，也能冒出少量的水。
金狸珠
龍神七珠之一，位於四國的狸貓祖先金昌長老所有，稱為變化珠，配合神劍能任意變身，但變化的只有外型，變化者的內在是一樣的。
火神珠
龍神七珠之一，在阿蘇山火山口內，能召來火焰攻擊。
大佛珠
龍神七珠之一，在奈良的古寺喬達摩大佛的額頭上，能讓使用者變大。
闇黑珠
龍神七珠之一，珠內是一個黑暗極樂世界，能夠將有夢想的人吸進去直到對方放棄夢想。想要離開就必須打倒守門的河童並且踩著階梯上去。在新潟發現。
冰神珠
龍神七珠之一，最初在酷寒聖地的水晶宮裡，後被辨慶在北海道找到，配合神劍能瞬間冰凍。
中獎珠（聲優：千葉繁（日本）／官志宏（臺灣））
有自我意識的珠子，使用時在珠上會出現「当」字。知道龍神珠的所在地而且會講話，會說明關於龍神珠的情報，是引導使用者尋找龍神珠的珠子。在東北發現。
龍神珠
是龍神的寶物，在富士山地宮裡，龍神珠能賦予擁有者龍神的力量，也能讓使用者飛行的珠子。龍神珠也可以使用水神珠、金狸珠、火神珠、大佛珠、暗黑珠、冰神珠的力量。得到上述七顆珠子後，將這七顆珠子鑲嵌進富士山內的地圖石板，就能進入試練的洞窟，並通過龍神的試煉，才能取得龍神珠。

### 劍
雷神劍
結合雷神珠，擁有雷神之力的魔劍、風神劍是它的對手。本來在鬼丸家的地下室、但因為雷神被風神砍掉手腕，於是手腕飛到宮本武藏家的附近。裡面寄宿有雷神的意識、所以會奪取使用者的意志、所以鐵劍有一段時間是使用沒有雷神珠的雷神劍。因為鐵劍拔出雷神劍而雷神的手腕回到雷神本體接起來復原了。原本和風神劍組成一隻「霸王劍」、但後來被一分為二。如果兩個力量同時使用會增加威力、在金字塔篇時和風神劍合體。只要在雷神劍的洞口中嵌入七個傳説之珠之一或龍神珠就能使用不同的能力。
風神劍
結合風神珠，擁有風神之力的魔劍、雷神劍是它的對手。為鬼丸家代代相傳的寶刀並且由鬼丸猛的爺爺告訴他整個來歷、和鐵劍不一樣的是，鬼丸猛遭到風神的附身並且因為渴望力量而成為了鬼。在四天王篇，被鐵劍斬斷風神劍、並且由金棒博士的技術加以修復強化。輝夜公主篇後期，在鬼丸正在盤算從月光手上得到魔王劍時將其贈予剛失去雷神劍的鐵劍。只要在風神劍的洞口中嵌入七個傳説之珠之一或龍神珠就能使用不同的能力。
龍神劍
在雷神劍或風神劍的洞口中嵌入龍神珠，劍就會轉化成龍神劍。鑲嵌有龍神珠的龍神劍，除了能使用龍神的力量、飛行等能力，還能使用水、金、火、大、闇、冰這六顆珠子的力量。當集合七珠之力使用，能夠招喚白龍神附體而威力大增，先代龍神說明其全力爆發能夠使地球粉碎掉。
霸王劍
雷神劍和風神劍合體起來的聖劍，也是這兩把劍的原貌，但最初鐵劍稱之為「風雷劍」，其後被龍神告知其真正名稱為「霸王劍」。在兩個珠子嵌進去以後而形成、其刀柄和刀鄂比較接近雷神劍、能夠利用風神劍和雷神劍的共鳴力量、使出比「風雷波」或「十文字斬」更強的力量。能吸收地球的全部能源加以使用、當發揮這個力時會出現「天」的文字來代替「風」文字。原來合體的霸王劍劍身、實際上是劍鞘、用以封印其強大的力量，但當碎掉後會因為使用者的鬥氣而會變成光之劍（會從劍鞘中發洩出光芒來加以覆蓋著）。由於受到魔王滿月劍的攻擊而粉碎了劍鞘因此能夠出現真正的樣子。過去是天照大神賜與素戔嗚尊用來封印「八岐大蛇」的劍、在大蛇被封印後，因為回復和平而分開成雷神劍和風神劍。
魔王劍
由輝夜公主所作的黑暗魔劍。和光之聖劍的霸王劍相比是光與影的存在。擁有破壞星球的力量、過去還讓美麗的月球被破壞成像是一顆死星。使用者會因為這把劍吸入宇宙所有的邪惡力量而改變。本劍不需要嵌入珠子，在使用其力量時，從劍柄中的骷髏頭的口中會浮現對應使用者的月亮盈缺圖案；分別下弦月、半月、満月三個階段，曾被用到極限（満月）的力量即能夠破壞星球的威力，而被輝夜公主封印在太空船666區域，但為了打倒鐵劍而開放給月光使用。在月光負傷後被鬼丸猛奪走。會因為使用者而使威力有異，鬼丸猛則是使用下弦月的力量就等於月光使用半月的力量，而且他還能自在使用滿月劍的力量。和霸王劍同様、一開始的劍身則是劍鞘、另外魔王劍會因為使用者的邪惡力量而變成黑色的光劍，所以後來在吸收了鬼丸猛的邪惡力量後將劍身弄碎而出現原貌。
水魔太刀
水之鬼神雷茵(Rain)所擁有的魔劍。能夠貫穿所有東西、還能砍殺肉體。由於有水的力量、所以可以發射出強力的水球。
火魔太刀
火之鬼神巴那(Burner)所持有的魔劍。具體能力不明、在巴那被火燄包圍的狀態時、能夠將火燄傳送到他攻擊的東西、還能將火燄當作鞭子一樣使用。
黒魔太刀
闇之鬼神達克(Dark)所擁有的魔劍。可以開啟黑暗世界的通道，在黒魔刀陰影之上的物體會陷入黑暗世界。
劍十郎的木刀
鐵劍的媽媽送給他並且讓他在織田信長御前比賽中使用。劍把上寫有鐵劍父親「劍十郎」的名字。
菊一文字
為第六代沖田總司使用的劍。
長竹竿
佐佐木小次郎的愛刀。是一把能夠像「伸長竹竿」一樣伸長的妖刀。小次郎說這把刀的伸長毫無極限，這把劍不管折斷幾次可以再生。另外刀柄是封印其伸長力量的東西、能夠貫穿時空作出時空旅行。另外藉著刀柄柄卷的解開數、就能夠知道要去多少年前。
天叢雲劍（臺譯：定鐧魔劍）
最終話（第24冊）登場。鐵劍說「在沖繩發現的」。吹口哨能召喚它，可以乘坐它，能以光速的速度飛行，可在宇宙空間移動。

### 其他武器
滅光杵
輝夜公主最強的手下月光的武器，可以用成火箭砲模樣發射強烈光彈，有瞄準器而將能量聚集杵的一端投擲炸出大地洞。
羽扇
輝夜公主最常用的工具，能發射強力衝擊波，可以發射強烈光彈，也可以聚集能源將光彈變巨大。之後輝夜公主交給玉兔來使用。
黑金字塔
地底世界的最強兵器，力量強大、可以分佈世界各地，黑金字塔的所有控制權屬地底世界的首領。

## 武器

### 雷神剑
上古时期雷神的剑，能发动雷击。风神剑是它的对手和伙伴。
本来在鬼丸家的地下室，但因为雷神被风神砍掉手臂，于是雷神剑随手臂飞到長野天狗岳的宫本武藏家附近。结合雷神珠拥有雷神之力的魔剑。里面寄宿有雷神的意识，会夺取使用者的意志。所以铁剑有一段时间使用的是没有雷神珠的雷神剑。只要在雷神剑的洞口嵌入七珠之一或龙神珠，就能使用相应的能力。原本就是霸王剑的一部分，和平时期霸王剑被一分为二成风神剑和雷神剑。和风神剑同时使用会威力倍增。故事后期和风神剑合体为霸王剑。

### 风神剑
上古时期风神的剑，能引起狂风。雷神剑是它的对手和伙伴。
为鬼丸家族代代相传之宝，结合风神珠拥有风神之力的魔剑。鬼丸猛早期的武器。和铁剑不一样的是，鬼丸猛因为渴望力量而遭风神附身成了鬼。风神剑在战斗中被铁剑斩断过，又由金棒博士加以修复并强化。花古夜编后，因鬼丸获得魔王剑而被舍弃，风神剑遂为铁剑所有。同雷神剑一样只要在洞口嵌入神珠之一，就能使用相应的能力。故事后期和雷神剑合体为霸王剑。

### 龙神剑
在雷神剑或风神剑的洞口中嵌入龍神珠，剑就会转型成龙神剑。龙神剑可用于飞行和防護，也可以使用所有的传说之珠水、火、金、大、氷、闇的能力。先代龙神说，其力量能够使星球粉碎掉。另外前代龙神似乎不像铁剑一样使用每个珠子的能力，而是专门使用火珠，所以龙神在用剑时全身都都是火焰，而火珠的能力就是会以火焰来包围着使用者。

### 霸王剑
光之圣剑 由雷神剑+风神剑得来，最初铁剑叫它们“风雷剑”。在两个珠子嵌进去以后而形成，其刀柄和刀鄂比较接近雷神剑。能够利用风神剑和雷神剑的共鸣力量，使出比“风雷波” “十文字斩”更强的力量。能够吸收地球的全部能源加以使用，当发挥这个力时会出现“天”的文字。原来合体的霸王剑的剑身，实际上是剑鞘，用以封印其强大的力量。受到魔王满月剑的攻击后剑鞘粉碎现出原样，因为使用者的斗气而变成光之剑（会从剑鞘中发出光芒来加以覆盖著）。过去是天照大神赐与素盏鸣尊用来封印“八岐大蛇”的剑。大蛇被封印后，因为世界恢复和平而分开成为雷神剑和风神剑。

### 魔王剑
来自月星，由輝夜公主所作的邪恶之剑。和光之圣剑的霸王剑相比是影的存在。不需要嵌入珠子。可以吸收使用者的邪恶之心。随着邪恶之心的增加，剑柄中的骷髅头的口中会浮现出新月、半月、满月的图案，威力依次成倍增加。魔王剑满月状态时能消耗掉一个星球！
此剑由于太过危险，所以被輝夜公主封印在太空船666区域，后为了打倒铁剑而开放给月光使用，之后被鬼丸猛所夺走。和霸王剑一样，一开始的剑身是剑鞘。魔王剑会因为使用者的邪恶力量变成黑色的光剑，所以后来在吸收了鬼丸猛的力量后将剑身弄碎而出现原貌。使用者实力的不同 魔王剑发挥的威力也不一样，比如鬼丸使用下弦月的威力就等于月光使用半月的威力，而且鬼丸还能自在地使用魔王满月剑。

### 神珠
1、 雷神珠：'雷珠' 上古雷神的兵器——雷神剑剑柄处的神珠，是雷神剑的动力源，能召来电闪雷鸣攻击。
2、 风神珠：'風珠'上古风神的兵器——风神剑剑柄处的神珠，是风神剑的动力源，能召来狂风攻击。
3、 水神珠：'水珠'开启龙神珠的七珠之一，在滋賀的琵琶湖下方發現。能任意操纵水。
4、 火炎珠：'火珠'开启龙神珠的七珠之一，在九州熊本的阿苏山火山口内發現。能任意操纵火。
5、 金狸珠：'金珠'开启龙神珠的七珠之一，在四國德島的劍山裏發現。狸猫祖先金昌长老所有。变化珠，配合神剑能任意变身但有形无实。
6、 大佛珠：'大珠'开启龙神珠的七珠之一，在奈良的古寺裡大佛额头上發現。配合神剑能无限变大。
7、 暗黑珠：'闇珠'开启龙神珠的七珠之一，在新潟的五屋发现。暗黑珠里面是另一个黑暗极乐世界。能够将有梦想的人吸进去直到对方放弃梦想，想要离开就必须打倒守门的河童并且踩着阶梯上去。很有意思的一个神珠。
8、 冰霜珠：'氷珠'开启龙神珠的七珠之一，在北海道發現。最初在酷寒圣地的水晶宫里，后被弁庆找到。配合神剑能瞬间冰冻。
9、 当奖珠：'当珠'开启龙神珠的七珠之一，在东北青森的古寺发现。唯一有灵性的宝珠，是七珠之首。由古时日本海神蚌幻化而来。使用时在珠上会出现"当"字，能够透露关于龙神珠的情报，是最后得到的珠子。
10、龙神珠：'龍珠'是龙神的宝物，在富士山地宫里。必须通过得到七个传说之珠，再进入富士山的试练洞窟而取得。龙神珠能赋予拥有者龙神的能力，还可以让人飞行。是综合以上七种珠子（水神珠、火炎珠、金狸珠、大佛珠、冰霜珠、暗黑珠、 当奖珠）的力量合在一起而成、威力巨大的珠子。据先代龙神说，其力量能够使星球粉碎掉。
11、天成珠：'天珠'天成珠是霸王剑剑柄处的隐性神珠。区别于其它的球形珠，天成珠是多面体状。霸王剑的首位主人素笺血鸣尊就附身于天成珠内，这也是霸王剑威力巨大的主要原因。和暗黑珠一样，天成珠内也有一个庞大、豪华、光怪陆离的另类世界，称为“灵霄界”，在大作战前，素笺血鸣尊操纵天成珠脱离霸王剑，现身指导铁剑进入灵霄界训练。作战中，天成珠的威力更是发挥到极致。天成珠算得上是漫畫中威力最强的神珠。

## 出版書籍
單行本
| 卷數 | 小學館         | 小學館             |
| 卷數 | 發售日期       | ISBN               |
| ---- | -------------- | ------------------ |
| 1    | 1989年4月18日  | ISBN 4-09-122271-4 |
| 2    | 1989年6月17日  | ISBN 4-09-122272-2 |
| 3    | 1989年8月18日  | ISBN 4-09-122273-0 |
| 4    | 1989年10月18日 | ISBN 4-09-122274-9 |
| 5    | 1989年12月14日 | ISBN 4-09-122275-7 |
| 6    | 1990年3月17日  | ISBN 4-09-122276-5 |
| 7    | 1990年5月18日  | ISBN 4-09-122277-3 |
| 8    | 1990年7月18日  | ISBN 4-09-122278-1 |
| 9    | 1990年10月18日 | ISBN 4-09-122279-X |
| 10   | 1991年2月18日  | ISBN 4-09-122280-3 |
| 11   | 1991年5月18日  | ISBN 4-09-122561-6 |
| 12   | 1991年7月18日  | ISBN 4-09-122562-4 |
| 13   | 1991年9月18日  | ISBN 4-09-122563-2 |
| 14   | 1991年11月18日 | ISBN 4-09-122564-0 |
| 15   | 1992年1月18日  | ISBN 4-09-122565-9 |
| 16   | 1992年4月17日  | ISBN 4-09-122566-7 |
| 17   | 1992年6月18日  | ISBN 4-09-122567-5 |
| 18   | 1992年8月10日  | ISBN 4-09-122568-3 |
| 19   | 1992年11月18日 | ISBN 4-09-122569-1 |
| 20   | 1993年2月18日  | ISBN 4-09-122570-5 |
| 21   | 1993年5月18日  | ISBN 4-09-123231-0 |
| 22   | 1993年7月17日  | ISBN 4-09-123232-9 |
| 23   | 1993年10月18日 | ISBN 4-09-123233-7 |
| 24   | 1994年2月18日  | ISBN 4-09-123234-5 |

文庫版
| 卷數 | 小學館         | 小學館             |
| 卷數 | 發售日期       | ISBN               |
| ---- | -------------- | ------------------ |
| 1    | 2001年12月14日 | ISBN 4-09-193371-8 |
| 2    | 2001年12月14日 | ISBN 4-09-193372-6 |
| 3    | 2002年2月15日  | ISBN 4-09-193373-4 |
| 4    | 2002年2月15日  | ISBN 4-09-193374-2 |
| 5    | 2002年4月16日  | ISBN 4-09-193375-0 |
| 6    | 2002年4月16日  | ISBN 4-09-193376-9 |
| 7    | 2002年6月15日  | ISBN 4-09-193377-7 |
| 8    | 2002年6月15日  | ISBN 4-09-193378-5 |
| 9    | 2002年8月10日  | ISBN 4-09-193379-3 |
| 10   | 2002年8月10日  | ISBN 4-09-193380-7 |

新裝版
| 卷數 | 小學館         | 小學館             | 玉皇朝         | 玉皇朝                 |
| 卷數 | 發售日期       | ISBN               | 發售日期       | ISBN                   |
| ---- | -------------- | ------------------ | -------------- | ---------------------- |
| 1    | 2004年7月15日  | ISBN 4-09-127201-0 | 2023年8月19日  | ISBN 978-988-8841-38-7 |
| 2    | 2004年7月15日  | ISBN 4-09-127202-9 | 2023年9月21日  | ISBN 978-988-8841-47-9 |
| 3    | 2004年7月15日  | ISBN 4-09-127203-7 | 2023年11月20日 | ISBN 978-988-8841-58-1 |
| 4    | 2004年8月6日   | ISBN 4-09-127204-5 | 2023年12月9日  | ISBN 978-988-8841-71-4 |
| 5    | 2004年8月6日   | ISBN 4-09-127205-3 | 2024年1月11日  | ISBN 978-988-884172-1  |
| 6    | 2004年8月6日   | ISBN 4-09-127206-1 | 2024年3月2日   | ISBN 978-988-8873-35-7 |
| 7    | 2004年9月17日  | ISBN 4-09-127207-X | 2024年3月9日   | ISBN 978-988-8873-36-4 |
| 8    | 2004年9月17日  | ISBN 4-09-127208-8 | 2024年4月15日  | ISBN 978-988-8873-17-5 |
| 9    | 2004年9月17日  | ISBN 4-09-127209-6 | 2024年5月9日   | ISBN 978-988-8873-72-2 |
| 10   | 2004年10月18日 | ISBN 4-09-127210-X | 2024年6月27日  | ISBN 978-988-8886-16-6 |
| 11   | 2004年10月18日 | ISBN 4-09-127211-8 | 2024年8月8日   | ISBN 978-988-8886-16-6 |
| 12   | 2004年10月18日 | ISBN 4-09-127212-6 | 2024年9月3日   | ISBN 978-988-8886-18-0 |
| 13   | 2004年11月18日 | ISBN 4-09-127213-4 |                |                        |
| 14   | 2004年11月18日 | ISBN 4-09-127214-2 |                |                        |
| 15   | 2004年12月16日 | ISBN 4-09-127215-0 |                |                        |
| 16   | 2004年12月16日 | ISBN 4-09-127216-9 |                |                        |
| 17   | 2005年1月14日  | ISBN 4-09-127217-7 |                |                        |
| 18   | 2005年1月14日  | ISBN 4-09-127218-5 |                |                        |
| 19   | 2005年2月18日  | ISBN 4-09-127219-3 |                |                        |
| 20   | 2005年2月18日  | ISBN 4-09-127220-7 |                |                        |
| 21   | 2005年3月18日  | ISBN 4-09-127221-5 |                |                        |
| 22   | 2005年3月18日  | ISBN 4-09-127222-3 |                |                        |
| 23   | 2005年4月18日  | ISBN 4-09-127223-1 |                |                        |
| 24   | 2005年4月18日  | ISBN 4-09-127224-X |                |                        |

## 電視動畫

### 第1作（1993年）
東京電視台和TV北海道共同制作，從1993年4月9日到1994年4月1日在東京電視系以《九龍珠》（剣勇伝説YAIBA）為名播放，全52話。故事改編到燭光公主篇。另外、2008年4月在おはスタ的「週刊少年Sunday創刊50周年記念」Best Selection中以第一發的其中一部再次播放。

#### 工作人員
- 原作：青山剛昌
- 企畫：伊藤善章、宇佐美廉
- 系列構成：寺田憲史
- 首席導演：須藤典彦
- 角色設定：松原徳弘
- 美術監督：金村勝義
- 撮影監督：池上元秋
- 音樂：田中公平
- 音響監督：三間雅文
- 總導演：湯山邦彦
- 動畫制作：パステル
- 製作人：清水睦夫→小林教子（東京電視台）、中沢利洋（小学館）、奥野敏聡（オービー企画）
- 劇本：寺田憲史、大橋志吉、静谷伊佐夫
- 編輯：辺見俊夫、山森重之
- 音樂製作：ユーメックス
- 製作：東京電視台、TV北海道、小學館Production

#### 主題曲
| 類別       | 曲名 | 作詞       | 作曲           | 編曲                    | 歌             |
| ---------- | ---- | ---------- | -------------- | ----------------------- | -------------- |
| 片頭曲     | 『』 | 氏神一番   | 大槻セイシロー | カブキロックス&角田英之 | カブキロックス |
| 最終回插曲 | 『』 |            |                |                         | 大木理紗       |
| 片尾曲     | 『』 | 大槻ケンヂ | 網倉一也       | カブキロックス          | カブキロックス |

#### 各話列表（第1作）
| 話數 | 首播日期      | 日文標題 | 中文標題                     | 劇本       | 分鏡       | 演出       | 作画監督            |
| ---- | ------------- | -------- | ---------------------------- | ---------- | ---------- | ---------- | ------------------- |
| 1    | 1993年 4月9日 |          | 平成的武士鐵劍登場！         | 寺田憲史   | 湯山邦彦   | 勝亦祥視   | 廣田正志            |
| 2    | 4月16日       |          | 復活的風神之劍！             | 寺田憲史   | 須藤典彦   | 須藤典彦   | 一石小百合          |
| 3    | 4月23日       |          | 雷神之劍／風神之劍           | 寺田憲史   | 山口美浩   | 山口美浩   | 石丸賢一            |
| 4    | 4月30日       |          | 八鬼・蛙男的襲擊             | 寺田憲史   | 鈴木卓夫   | 鈴木卓夫   | 重国勇二            |
| 5    | 5月7日        |          | 必殺技旋風劍！！             | 大橋志吉   | 山口賴房   | 山本裕介   | 向山祐治            |
| 6    | 5月14日       |          | 恐怖的蛞蝓男出現             | 大橋志吉   | 大地丙太郎 | 大地丙太郎 | 藤田宗克            |
| 7    | 5月21日       |          | 八鬼・蜘蛛男的弱點！？       | 寺田憲史   | 松村康弘   | 松村康弘   | 中澤一登            |
| 8    | 5月28日       |          | 吸血鬼・蝙蝠男！             | 大橋志吉   | 吉田浩     | 吉田浩     | 廣田正志            |
| 9    | 6月4日        |          | 鬼丸饅頭的秘密               | 静谷伊佐夫 | 關田修     | 關田修     | 遠藤栄一            |
| 10   | 6月11日       |          | 天才劍士小次郎復活           | 大橋志吉   | 高橋直人   | 高橋直人   | 千羽由利子          |
| 11   | 6月18日       |          | 誰是日本第一劍豪！！         | 寺田憲史   | 松浦錠平   | 松浦錠平   | 菊地城二            |
| 12   | 6月25日       |          | 秘技雷斬法誕生！             | 寺田憲史   | 山口美浩   | 吉田俊司   | 石丸賢一            |
| 13   | 7月2日        |          | 巨大暗子！？鬼丸城潛入       | 静谷伊佐夫 | 木村哲     | 久米一成   | 金子紀男            |
| 14   | 7月9日        |          | 消失了？強敵變色龍！         | 大橋志吉   | 山本裕介   | 山本裕介   | 向山祐治            |
| 15   | 7月16日       |          | 小次郎背叛了！？             | 寺田憲史   | 大地丙太郎 | 大地丙太郎 | 藤田宗克            |
| 16   | 7月23日       |          | 四天王最強機器人襲擊！       | 寺田憲史   | 松村康弘   | 松村康弘   | 中澤一登            |
| 17   | 7月30日       |          | 風雷劍激鬥衝突！！鐵劍對鬼丸 | 静谷伊佐夫 | 松浦錠平   | 松浦錠平   | 菊地城二            |
| 18   | 8月6日        |          | 尋找傳說中的珠子！           | 大橋志吉   | 渡邊信一郎 | 村田和也   | 谷口守泰            |
| 19   | 8月13日       |          | 金珠是什麼珠？               | 大橋志吉   | 吉田浩     | 吉田浩     | 千羽由利子          |
| 20   | 8月20日       |          | 赤龍傳說！！天草四郎出現！！ | 寺田憲史   | 松村康弘   | 松村康弘   | 佐佐木敏子          |
| 21   | 8月27日       |          | 炎熱地獄！奪回烈火珠！！     | 寺田憲史   | 山口美浩   | 山口美浩   | 石丸賢一            |
| 22   | 9月3日        |          | 天下大盜・五衛門             | 静谷伊佐夫 | 大地丙太郎 | 大地丙太郎 | 藤田宗克            |
| 23   | 9月10日       |          | 大決戰！大佛VS大阪鬼丸城     | 大橋志吉   | 村田和也   | 村田和也   | 一石小百合          |
| 24   | 9月17日       |          | 是敵是友？ 柳生十兵衛復活！  | 寺田憲史   | 湯山邦彦   | 日下直義   | 廣田正志            |
| 25   | 9月24日       |          | 等待的是陷阱！？川中島決戰   | 寺田憲史   | 湯山邦彦   | 日下直義   | 深澤幸司            |
| 26   | 10月1日       |          | 黑暗珠是黑暗世界的入口       | 寺田憲史   | 須藤典彦   | 村田和也   | 一石小百合 谷口守泰 |
| 27   | 10月8日       |          | 要捨棄夢想嗎！特訓必殺劍     | 寺田憲史   | 広田正志   | 日下直義   | 廣田正志            |
| 28   | 10月15日      |          | 硬球比勝負！打到弁慶         | 寺田憲史   | 加戶譽夫   | 加戶譽夫   | 一石小百合 松岡秀明 |
| 29   | 10月22日      |          | 什麼！傳說中的珠子有十萬顆？ | 寺田憲史   | 松村康弘   | 松村康弘   | 佐佐木敏子          |
| 30   | 10月29日      |          | 石化的毒針！猴子芭蕉         | 静谷伊佐夫 | 遠藤徹哉   | 勝亦祥視   | 深澤幸司            |
| 31   | 11月5日       |          | 朝向目標！富士山龍神的珠子！ | 静谷伊佐夫 | 大地丙太郎 | 武藤裕治   | 藤田宗克            |
| 32   | 11月12日      |          | 鐵劍失去七顆珠子！？         | 寺田憲史   | 須藤典彦   | 阿部雅司   | 宍戶久美子          |
| 33   | 11月19日      |          | 無情的龍神試煉！             | 寺田憲史   | 遠藤克己   | 松園公     | 神宮美八子          |
| 34   | 11月26日      |          | 消失的同伴們                 | 寺田憲史   | 村田和也   | 村田和也   | 一石小百合          |
| 35   | 12月3日       |          | 史上最強！龍神劍！！         | 寺田憲史   | 松村康弘   | 松村康弘   | 佐佐木敏子          |
| 36   | 12月10日      |          | 從月亮來的侵略者・女帝輝夜   | 寺田憲史   | 仙北實     | 仙北實     | 仙北實              |
| 37   | 12月17日      |          | 大激戰！鬼丸浮游城！         | 静谷伊佐夫 | 加戶譽夫   | 阿部雅司   | 河村明夫            |
| 38   | 12月24日      |          | 東京水攻殲滅大作戰！！       | 静谷伊佐夫 | 新田義方   | 新田義方   | 竹内昭              |
| 39   | 12月27日      |          | 月星人和油氣罐的合體！？     | 寺田憲史   | 山口美浩   | 山口美浩   | 松岡秀明            |
| 40   | 1994年 1月7日 |          | 新龍神傳說誕生！！           | 寺田憲史   | 須藤典彦   | 須藤典彦   | 一石小百合          |
| 41   | 1月14日       |          | 女生救出作戰計畫！           | 大橋志吉   | 須藤典彦   | 村田和也   | 谷口守泰            |
| 42   | 1月21日       |          | 身體被奪去的十兵衛！？       | 静谷伊佐夫 | 遠藤徹哉   | 遠藤徹哉   | 高見明男            |
| 43   | 1月28日       |          | 莎也加陷入危機！鐵劍快點     | 寺田憲史   | 日高政光   | 阿部雅司   | 宍戶久美子          |
| 44   | 2月4日        |          | 被盯上的龍之巫女・莎也加     | 寺田憲史   | 松村康弘   | 松村康弘   | 佐佐木敏子          |
| 45   | 2月11日       |          | 月光的反擊！魔王劍           | 大橋志吉   | 大地丙太郎 | 大地丙太郎 | 藤田宗克            |
| 46   | 2月18日       |          | 鐵劍被魔王劍打敗了！         | 静谷伊佐夫 | 山口美浩   | 山口美浩   | 松岡秀明            |
| 47   | 2月25日       |          | 鬼丸復活！營救莎也加！！     | 寺田憲史   | 遠藤徹哉   | 遠藤徹哉   | 高見明男            |
| 48   | 3月4日        |          | 接招吧！合體技風雷波         | 寺田憲史   | 松村康弘   | 佐藤英一   | 久保博志            |
| 49   | 3月11日       |          | 輝夜恐怖的真正姿態！         | 寺田憲史   | 大地丙太郎 | 大地丙太郎 | 瀧川和男            |
| 50   | 3月18日       |          | 一籌莫展！鐵劍失劍           | 寺田憲史   | 遠藤徹哉   | 遠藤徹哉   | 高見明男            |
| 51   | 3月25日       |          | 白龍神出現！！               | 寺田憲史   | 松村康弘   | 松村康弘   | 佐佐木敏子          |
| 52   | 4月1日        |          | 鐵劍是武士！                 | 寺田憲史   | 須藤典彦   | 須藤典彦   | 谷口守泰            |

### 第2作（2025年）
2024年5月宣布動畫化決定，以《真・武士傳YAIBA》（真・侍伝 YAIBA）為題，於2025年4月在讀賣電視台、日本電視網播放。

#### 工作人員（真・武士傳）
- 原作：青山剛昌
- 導演：蓮井隆弘
- 系列構成：待田堂子
- 角色設定、總作畫監督：龜田祥倫
- 副角色設計師、主動畫師：前並武志
- 特技監督：桝田浩史
- 美術監督：竹田悠介
- 美術設定：藤井一志
- 色彩設計：橋本賢
- 3D監督：中村幸憲
- 撮影監督：福士享
- 編輯：廣瀬清志
- 音樂：山田豐（日语：やまだ豊）、出羽良彰（日语：出羽良彰）
- 音響監督：山田陽（日语：山田陽）
- 音效：森川永子（日语：ちゅらサウンド）
- 動畫制作人：岡田麻衣子（日语：岡田麻衣子）
- 動畫制作：WIT STUDIO

#### 主題歌（真・武士傳）
| 類別   | 曲名           | 作詞        | 作曲        | 編曲                | 演唱              |              |
| ------ | -------------- | ----------- | ----------- | ------------------- | ----------------- | ------------ |
| 片頭曲 | BLADE          | 田邊駿一    | 田邊駿一    | BLUE ENCOUNT        | BLUE ENCOUNT      | BLUE ENCOUNT |
| 片尾曲 | pineapple tart | 音羽-otoha- | 音羽-otoha- | 赤山幸、音羽-otoha- | 音羽-otoha-       |              |
| 片尾曲 | ACTION！       |             |             |                     | 八木海莉×電音遊戯 |              |

#### 各話列表（第2作）
| 話數   | 標題                 | 劇本     | 分鏡              | 演出              | 作畫監督                                                                          | 首播日期      |
| ------ | -------------------- | -------- | ----------------- | ----------------- | --------------------------------------------------------------------------------- | ------------- |
| 第1話  |                      | 待田堂子 | 蓮井隆弘          | 蓮井隆弘          | 龜田祥倫                                                                          | 2025年 4月5日 |
| 第2話  |                      | 待田堂子 | 高橋敦史 蓮井隆弘 | 田中洋之          | 石橋翔祐 奥田明世 石山正修 河毛雅妃                                               | 4月12日       |
| 第3話  |                      | 待田堂子 | 八田洋介          | 八田洋介          | 藤卷裕一                                                                          | 4月19日       |
| 第4話  |                      | 梅原英司 | 渕上真            | 渕上真            | 荒尾英幸                                                                          | 4月26日       |
| 第5話  |                      | 梅原英司 | 橫山和基          | 橫山和基          | 佐藤利幸 小磯由佳                                                                 | 5月3日        |
| 第6話  |                      | 河口友美 | 德野雄士          | 德野雄士          | 前並武志                                                                          | 5月10日       |
| 第7話  |                      | 待田堂子 | 蓮井隆弘 高橋敦史 | 細川慶胤          | 藤卷裕一 山本祐子 荒尾英幸 小磯由佳                                               | 5月17日       |
| 第8話  |                      | 待田堂子 | 渕上真 八田洋介   | 川瀨正雄          | 大城勝 石橋翔祐                                                                   | 5月24日       |
| 第9話  |                      | 河口友美 | 誌村宏明          | 田中洋之          | Claire Launay 河毛雅妃                                                            | 5月31日       |
| 第10話 | 鬼丸四天王登場之卷   | 梅原英司 | 笹木信作          | 佐藤光敏 平向智子 | 荒尾英幸 山本祐子 万怡 前並武志                                                   | 6月7日        |
| 第11話 | 雷神劍vs風神劍之卷   | 梅原英司 | 八田洋介          | 細川慶胤 渕上真   | 大城勝 小磯由佳 龜田祥倫                                                          | 6月14日       |
| 第12話 | 大和撫子已抵達之卷   | 河口友美 | 野崎敦子          | 野崎敦子          | 野崎敦子                                                                          | 6月21日       |
| 第13話 | 尋找龍神之珠之卷     | 待田堂子 | 高橋敦史 渕上真   | 江副仁美          | 藤卷裕一 石橋翔祐 龜田祥倫 植竹茉奈 万怡                                          | 6月28日       |
| 第14話 | 忍者小太郎現身！之卷 | 河口友美 | 横山和基          | 横山和基          | 大房彩花 河毛雅妃 万怡 龜田祥倫                                                   | 7月12日       |
| 第15話 | 對決！妖術師VS刃之卷 | 梅原英司 | 小美野雅彦        | 田中洋之 石川摩帆 | 荒尾英幸 佐藤誠之 山本祐子                                                        | 7月19日       |
| 第16話 | 大戰之卷             | 梅原英司 | 土上樹            | 細川慶胤          | 為水翔太郎 大城勝 篠本浩史 前並武志 佐藤誠之 大房彩花 龜田祥倫 河毛雅妃           | 7月26日       |
| 第17話 | 柳生新陰流的男人之卷 | 河口友美 | 誌村宏明          | 仲神友貴 日野貴史 | 藤卷裕一 小磯由佳 植竹茉奈 山本祐子 篠本浩史 謝佳佳 驚樓 王小小 前並武志 河毛雅妃 | 8月2日        |
| 第18話 | 川中島大決戰之卷     | 待田堂子 | 金子祥之          | 石川摩帆 渕上真   | 石橋翔祐 龜田祥倫 万怡 大杉尚廣 增井宏行 前並武志                                 | 8月9日        |
| 第19話 | 闇玉逃脱特訓之卷     | 待田堂子 | 篠原准            | 中原禮            | 大房彩花 龜田祥倫 小磯由佳 植竹茉奈 菊池有騎 驚樓 严苑菁 篠本浩史                 | 8月16日       |

#### BD／DVD
| 卷數 | 發行日期      | 收錄話數     | 規格編號      | 規格編號      |
| 卷數 | 發行日期      | 收錄話數     | BD限定版      | DVD限定版     |
| ---- | ------------- | ------------ | ------------- | ------------- |
| 1    | 2025年9月24日 | 第1話—第12話 | ANZX-15841〜3 | ANZB-15841〜3 |
| 2    | 2026年2月25日 | 待公布       | ANZX-15844〜6 | ANZB-15844〜6 |

#### 播映平台（真・武士傳）
| 播放日期      | 播放時間（UTC+9）    | 播放電視台                                   | 播放地區 | 備註 |
| ------------- | -------------------- | -------------------------------------------- | -------- | ---- |
| 2025年4月5日— | 星期六 17:30 - 18:00 | 讀賣電視台（製作局）及日本電視台系列等全28局 | 日本全國 |      |

## 遊戲
SFC、GB、GG有發售出遊戲，名為「劍勇傳說YAIBA」。
- 劍勇傳說YAIBA
  - SFC/GB：發售日：1994年3月25日、類型：動作、開發：さん·える、發售：萬普
  - GG：發售日：1994年9月9日、類型：動作、開發：さん·える、發售：SEGA

## 和其他作品的關連

### 名偵探柯南
- 在動畫《城市風雲兒》的最終回、峰家電視上播著江戶川柯南和毛利蘭。柯南那邊，第2集52頁也出現《城市風雲兒》的電視動畫。
- 柯南曾向圓谷光彦借全套的《城市風雲兒》漫畫。
- 毛利蘭的手機上有海參男的玩偶。
- 依據上述幾點《城市風雲兒》似乎在柯南是以劇中劇的方式存在。
- 参加萬聖節派對的人有蜘蛛男、鬼丸、青蛙男等（不過可能是cosplay（角色扮演））。
- 柯南他們去看的電影「スターブレイドVI」的角色中、ダーク・サシム（二刀流）→武藏、ベイ・ジュウ（獨眼）→十兵衛、キササ（長剣的使用者）→佐佐木、ダーク・タキオ→沖田（外表是黑暗鬼神達克）等城市風雲兒的角色在裡面出現。
- 在服部平次耳朵上留下傷痕的人是他的劍道對手，京都泉心高校的沖田總司。
- 江戶川柯南和鐵劍的聲優都是高山南、另外參加城市風雲兒和『柯南』兩部動畫的聲優有相當多人。像是服部平次和鬼丸猛（堀川亮）、本堂瑛海和峰沙也加（三石琴乃）。還有配工藤新一與怪盗基德裡的黑羽快斗的聲優山口勝平也在城市風雲兒裡配音河童吉。另外客串『柯南』每次事件演出的聲優們，有不少也都配過城市風雲兒。
- 鬼丸猛曾在《戀愛與推理的劍道大賽》中客串登場，並成為漫畫第93卷的封底鑰匙孔人物，但在『柯南』中由津田健次郎配音。
- 沖田隨身帶女孩子的相片被小蘭發現，他坦承是一個勁敵的妹妹並想向她告白，疑似就是鐵劍的妹妹鐵諸羽（畫面中有鐵劍的身影）
- 由於工藤新一在京都查案（詳見「紅色的修学旅行」）時被路人發現后拍照并傳到网上導致引起騷動，為了防止新一的身份暴露并引起黑衣組織懷疑，服部在被採訪時稱該路人見到的並不是新一而是与新一長相非常相似的沖田。
- 在番外篇《名探侦柯南 犯人·犯泽先生》中，铁剑与冲田均有出场。

### 魔術快斗
- 出現怪盗基德為了偷寶劍和警察對決的場面。但是鐵劍把「怪盗基德」搞錯成「かんちょー基德」。還有在第5～6捲的夜裡、被認為也有登場。
- 城市風雲兒最終集有出現黑羽和中森（但不曉得是否為裡面的男女主角）。
- 青子的朋友桃井惠子是沙也加的同學

## 軼事
- 本作被改編成動畫後由高山南擔任鐵劍的聲優，作者青山剛昌在此時與她相識。後高山南擔任《名偵探柯南》中江戶川柯南的聲優，並與青山剛昌結婚。

## 外部連結
- （日語）
- 真·侍伝YAIBA官方網站 （页面存档备份，存于）